# Толмія
Толмія (Tolmiea) — рід квіткових рослин, що містить два види, корінні на заході Північної Америки. Раніше рід вважався монотиповим, поки диплоїдні популяції не були відокремлені як T. diplomenziesii від тетраплоїдних популяцій T. menziesii.
Рід був названий на честь шотландсько-канадського ботаніка Вільяма Фрейзера Толмі.